# Hurst (Texas)
Hurst es una ciudad ubicada en el condado de Tarrant en el estado estadounidense de Texas. En el Censo de 2010 tenía una población de 37.337 habitantes y una densidad poblacional de 1.452,34 personas por km².

## Geografía
Hurst se encuentra ubicada en las coordenadas 32°50′12″N 97°10′50″O / 32.83667, -97.18056. Según la Oficina del Censo de los Estados Unidos, Hurst tiene una superficie total de 25.71 km², de la cual 25.68 km² corresponden a tierra firme y (0.11%) 0.03 km² es agua.

## Demografía
Según el censo de 2010, había 37.337 personas residiendo en Hurst. La densidad de población era de 1.452,34 hab./km². De los 37.337 habitantes, Hurst estaba compuesto por el 80.86% blancos, el 5.64% eran afroamericanos, el 0.66% eran amerindios, el 2.32% eran asiáticos, el 0.35% eran isleños del Pacífico, el 7.2% eran de otras razas y el 2.98% pertenecían a dos o más razas. Del total de la población el 20.11% eran hispanos o latinos de cualquier raza.